# Papyrus Chester Beatty I.
Papyrus Chestera Beattyho č. I. je staroegyptský rukopis, který je datován do období 20. dynastie (též známá jako dynastie ramessovská). Rukopis obsahuje na lícové straně rozsáhlý mytologický příběh s názvem „Spor Hora se Sutechem“ (v angličtině The Contendings of Horus and Seth) a na rubové straně obsahuje řadu různých literárních textů, které můžeme rozčlenit na:
1. Milostné písně
  1. "Začátek slov velkého dárce potěšení" (Beginning of the words of the great dispenser of entertainment)
  2. "Začátek sladkých slov nalezených na papyru" (Beginning of the sweet sayings found while using a papyrus)
2. Jiné literární texty
  1. "Chvalořeč na Ramesse V." (Encomium of Ramesses V.)
  2. "Hymnus na Amona" (Hymn to Amun)
  3. "Memoranda čili obchodní poznámky" (Memoranda or business jottings)

Papyrus nese název po sběrateli Alfredu Chester Beattymu, který rukopis koupil a svoji sbírku odkázal veřejným knihovnám. V současné době se papyrus nachází v Dublinu v knihovně Chestera Beattyho.

## Datace a popis rukopisu
Rukopis byl napsán v Thébách během vlády čtvrtého faraona 20. dynastie Ramesse V. (přibližně kolem roku 1160 př. n. l.). Text je psán inkoustem na papyrus, který je dlouhý 5,2 metrů a široký 21,5 centimetru. 
Ke snadnějšímu zápisu bylo místo hieroglyfů použito hieratické písmo.

## Spor Hora se Sutechem
Souboj mezi bohem Horem a bohem Sutechem je jeden z mála příběhů, který se v egyptské mytologii vyskytuje poměrně často. Úryvky tohoto příběhu lze nalézt již v Textech rakví, na Šabakově desce (Šabakově kameni) nebo na vnitřních stěnách pyramid staroegyptských králů (známé jako Texty pyramid, které pocházejí z 5. dynastie).
Příběh má ze začátku podobu soudního procesu, kde se Horus a Sutech snaží přesvědčit Devatero o tom, kdo z nich má větší nárok na královský úřad po Usirovi. Oba bohové posléze absolvují různé typy soutěží, aby se ukázalo, který z nich je hoden získat královský úřad. Celý příběh končí Horovým vítězstvím a Sutechovou porážkou. Na závěr celého příběhu se sluneční bůh Ra přimlouvá za Sutecha a ten se stává jeho společníkem při každodenním souboji s hadem Appopem.

## Další výklad a akademická analýza
"Sporem Hora se Sutechem" se zabývalo mnoho badatelů a Egyptologů. John Gwyn Griffiths, ku příkladu, vypráví o souboji boha Hora s bohem Sutechem v knize The Conflict of Horus and Set. V knize Griffiths probírá odlišné aspekty jejich bitvy o královský úřad po bohu Usirovi, včetně mrzačení, homosexuálních příhod, a soudního procesu. Griffiths zároveň tvrdí, že tento příběh má svůj původ v politických a historických událostech, a souboj Hora a Sutecha má co dočinění s kmenovými boji před sjednocením Egypta. Jiní historikové tuto myšlenku zavrhují a tvrdí, že příběh byl vytvořen jakožto náboženský mýtus a neměl by být brán v potaz, co se historického kontextu týče (Oxford Encyclopedia of Ancient Egypt).
V knize Ancient Egyptian Literature Antonio Loprieno tvrdí, že Spor Hora se Sutechem je jedním z prvních případů, kdy lze mytologii označit také jako jeden z literárních žánrů. Loprieno jej tímto podřazuje pod příběhy politické satiry (Loprieno 50).
V Oxfordské publikaci Papyru Chestera Beattyho č.  I., který obsahuje Spor Hora se Sutechem, je diskuse na téma Hora a Sutecha dále rozvedena Alanem H. Gardinerem, jenž jejich příběh přirovnává k vyprávění o Řeckých bozích a Homérově Odyseji. 